# Velký Borek
Velký Borek település Csehországban, a Mělníki járásban. Velký Borek Hostín, Mělník, Střemy, Malý Újezd, Lhotka és Kly településekkel határos. Lakosainak száma 1192 fő (2024. január 1.).

## Népesség
A település lakosságának változását az alábbi diagram mutatja:
| Lakosok száma | 746  | 883  | 1166 | 1067 | 995  | 835  | 1067 | 1132 | 1151 | 1192 |
|               | 1869 | 1890 | 1921 | 1950 | 1980 | 2001 | 2017 | 2019 | 2022 | 2024 |